# Muangthong United Football Club
El Muangthong United Football Club (en tailandés: สโมสรฟุตบอล เมืองทอง ยูไนเต็ด) es un club de fútbol profesional de la urbanización de Muang Thong Thani en la Provincia de Nonthaburi, Tailandia. El equipo normalmente juega en la Liga de Tailandia. En 2009 fue la primera vez que participó en Liga de Tailandia después de conquistar el campeón de Liga División 1 de Tailandia en la campaña anterior.

## Historia
El equipo fue establecido en 1989. Su primero éxito fue en la temporada 2007 cuando ganó el campeón de Liga División 2 de Tailandia. A partir de este éxito, fue ascendido a la Liga División 1 de Tailandia. También fue ascendido a Liga Premier de Tailandia el la temporada 2009.
El Equipo es propiedad de SCG y cuentan con su propio estadio el Thunderdome Stadium.

## Palmarés
- Liga de Tailandia: 4

2009, 2010, 2012, 2016
- División 1 de Tailandia: 1

2008
- Copa de la Liga de Tailandia: 2

2016, 2017
- Copa Kor Royal: 1

2010
- Copa de Campeones de Tailandia: 1

2017

## Participación en competiciones de la AFC
| Temporada | Torneo               | Ronda            | Club                   | Casa | Visita        |
| --------- | -------------------- | ---------------- | ---------------------- | ---- | ------------- |
| 2010      | AFC Champions League | 1                | SHB Da Nang            |      | 3-0           |
| 2010      | AFC Champions League | 2                | SAFFC                  |      | 0-0 (3-4 pen) |
| 2010      | Copa de la AFC       | Grupos           | South China            | 0-1  | 0-0           |
| 2010      | Copa de la AFC       | Grupos           | VB Sports Club         | 3-1  | 2-3           |
| 2010      | Copa de la AFC       | Grupos           | Persiwa Wamena         | 4-1  | 2-2           |
| 2010      | Copa de la AFC       | Octavos de final | Al-Rayyan              |      | 1-1 (2-4 pen) |
| 2010      | Copa de la AFC       | Cuartos de final | Al-Karamah             | 2-0  | 0-1           |
| 2010      | Copa de la AFC       | Semi-finales     | Al-Ittihad             | 1-0  | 0-2           |
| 2011      | AFC Champions League | Clasificatoria   | Sriwijaya              |      | 2-2 (6-7 pen) |
| 2011      | Copa de la AFC       | Grupos           | Victory                | 1-0  | 4-0           |
| 2011      | Copa de la AFC       | Grupos           | Hanoi T&T              | 4-0  | 0-0           |
| 2011      | Copa de la AFC       | Grupos           | Tampines Rovers        | 4-0  | 1-1           |
| 2011      | Copa de la AFC       | Octavos de final | Al Ahed                | 4-0  |               |
| 2011      | Copa de la AFC       | Cuartos de final | Kuwait SC              | 0-0  | 0-1           |
| 2013      | AFC Champions League | Grupos           | Jeonbuk Hyundai Motors | 2-2  | 0-2           |
| 2013      | AFC Champions League | Grupos           | Urawa Red Diamonds     | 0-1  | 1-4           |
| 2013      | AFC Champions League | Grupos           | Guangzhou Evergrande   | 1-4  | 0-4           |
| 2014      | AFC Champions League | 2                | Hanoi T&T              | 2-0  |               |
| 2014      | AFC Champions League | 3                | Melbourne Victory      |      | 1-2           |